# Six (musical)
Six es un Musical británico con el libreto, música y letras escritas por Toby Marlowand Lucy Moss. El musical es un recuento moderno de las vidas de las seis esposas de Enrique VIII de Inglaterra presentado como un concierto de pop. Las esposas se toman turnos cantando y contando su historia para decidir quien sufrió más por Enrique, y por esa razón, debería ser la cantante principal del grupo.
El musical fue estrenado por estudiantes de la Universidad de Cambridge en el Festival Fringe de Edinburgh en 2017. Actualmente, tiene producciones profesionales en el West End, Broadway, etc.

## Historia
Las seis Reinas se introducen cantando en un concierto de pop, informándole a la audiencia que la posición de la cantante principal de la banda será el premio de quien haya tenido la peor experiencia por su esposo común, Enrique Octavo. Catalina de Aragón recuenta como la divorció y empezó a tener una aventura con Ana Bolena. En respuesta, Ana la burla diciéndole porque Enrique la quería a ella, pero se queja del hecho que fue decapitada por su infidelidad para contrarrestar la infidelidad de Enrique. Juana Seymour trata de comenzar, pero es burlada porque tuvo un tiempo relativamente facíl con Enrique. Admite este hecho, pero también argumenta que su amor fue condicional porque fue la única que tuvo un varón, y también se queja de que ella y su hijo murieron de causas naturales a una temprana edad.
Se exploran temas de belleza en el estudio de pintura de Hans Holbein el Joven, donde se hace una parodia de una aplicación de citas online, donde se le dan 3 opciones de reinas para casarse. El elige Ana de Cleves, pero anula su matrimonio con ella después de ver que no se veía como su retrato (referido como foto de perfil). Pretende quejarse de vivir sola en su palacio gigante sin ningún hombre que le diga que hacer, pero decide irse de la competencia y volver a su fantástica vida. Las reinas insultan a Catalina Howard por ser "la Catalina que nadie recuerda", pero ella les dice como sus vidas no han sido tan malas. Recuenta su historia de la vida, donde ha tenido muchas parejas incluso cuando era pequeña. Primero disfruta el hecho de que era considerada atractiva, pero después revela el trauma emocional que sufrió por estas relaciones.
Catalina Parr cuestiona el concurso, ya que las define por su conexión a Enrique en vez de personas reales. Las otras Reinas no la escuchan, hasta que cuenta su historia de separación con Thomas Seymour, y como fue forzada a casarse con Enrique hasta que el murió. Las reinas se dan cuenta de que ya no tienen individualidad, y que solo son definidas por Enrique. Usan su momento de 5 minutos restantes en el escenario para crear su propio final a la historia de su vida.

## Números Musicales
- "Ex-Wives / Ex-Esposas" – Compañía
- "Ex-Wives (Reprise) / Ex-Esposas (Repetición)" – Compañía
- "No Way / De Ninguna Manera" – Catalina de Aragón y Compañía
- "Anne Boleyn (Interlude) / Ana Bolena (Interludio)" – Compañía menos Ana Bolena +
- "Don't Lose Ur Head / No pierdas la cabeza" – Ana Bolena y Compañía
- "Heart of Stone / Corazón de Piedra" – Juana Seymour y Compañía
- "Haus of Holbein / Casa de Hans Holbein" – Compañía
- "Haus of Holbein (Reprise) / Casa de Hans Holbein (Repetición)" – Compañía +
- "Get Down / Bajar" – Ana de Cleves y Compañía
- "All You Wanna Do / Todo lo que quieres hacer" – Catalina Howard y Compañía
- "I Don't Need Your Love / No necesito tu amor" – Catalina Parr y Compañía
- "I Don't Need Your Love (Remix) / No necesito tu amor (Remix)" – Catalina Parr and Compañía ++
- "Six / Seis" – Compañía
- "Mega-Six / Mega-Seis" – Compañía *

+ No incluido en la Grabación del Elenco en el Estudio
++ Incluido con "I don't need your love" en la Grabación del Elenco en el Estudio.
+++ Traducción puede ser infiel al título original o incorrecta.

## Producciones

### Creación
Toby Marlow fue seleccionado a finales de 2016 por la Universidad de Cambridge para escribir un musical que sea mostrado en el Edinburgh Fringe el siguiente verano. La idea de Six le vino a Marlow mientras estudiaba en su último año en la Universidad de Cambridge. El concepto del concierto con las seis esposas le vino en una clase de poesía, y Marlow decidió incluir a Lucy Moss en el proyecto. El par escribió parte del show mientras estudiaban para sus exámenes finales. Marlow investigó leyendo el libro de Antonia Fraser"The Six Wives of Henry VIII", mientras Moss veía una serie documental, "Six Wives" por Lucy Worsley. En su primera sesión de escritura, ellos vieron un concierto de Beyoncé de 2011, Live at Roseland: Elements of 4.

### Edinburgh Fringe
El estreno de Six fue en Edinburgh Fringe en 2017, presentado por la Universidad de Cambridge. Aunque no ganó premios, fue bien recibido y se agotaron los tickets en el festival. Su popularidad llevó a Six a ser invitado de nuevo al Edinburgh Fringe el siguiente verano, esta vez en uno de los escenarios más grandes.

### Debut profesional y Tour de RU (2018)
La producción de Edinburgh atrajo la atención de los productores Kenny Wax y Global Musicals, y le dieron al show su debut profesional el 18 de diciembre de 2017, actuando inicialmente los cuatro lunes por la noche, aunque esto se incrementó a seis funciones en el Arts Theatre. Se lanzó una grabación de estudio el 13 de septiembre de 2018, con el elenco original de Arts Theatre.
Six comenzó su primera gira por el Reino Unido el 11 de julio en el Norwich Playhouse, y regresó al Edinburgh Fringe el 1 de agosto de 2018. Six se trasladó al Arts Theatre en el  West End con un estreno el 30 de agosto. La producción cerró el 14 de octubre antes de continuar su gira por el Reino Unido. La gira por el Reino Unido finalizó el 30 de diciembre de 2018 en Glasgow.

### West End (2019–present)
El musical reabrió para una presentación inicial de 16 semanas en el Arts Theatre el 17 de enero de 2019. Dirigido por Lucy Moss y Jamie Armitage con coreografía de Carrie-Anne Ingrouille, escenografía de Emma Bailey y supervisión musical de Joe Beighton, la ejecución inicial se extendió hasta enero de 2021. Sin embargo, debido a la Pandemia de COVID-19, el programa se vio obligado a tomar una pausa prolongada a partir de marzo de 2020.
Bajo condiciones especiales y sin precedentes, el espectáculo se convirtió en uno de los primeros en reabrir. Reabrió en el Teatro Lírico el 5 de diciembre de 2020, con planes de regresar al Teatro de las Artes el próximo año. Debido a la pandemia en curso, las audiencias debían ser [:en:Social_distancing] Distanciamiento físico - Wikipedia, la enciclopedia libre , capacidad limitada al 50%, se requerían cubiertas faciales y controles de temperatura, y reglas de rastreo de contactos vigentes.  A mediados de diciembre, todos los teatros de Londres tuvieron que cerrar nuevamente.  El espectáculo debe reabrir el 21 de mayo de 2021 con las medidas anteriores aún vigentes.  En mayo de 2021, Joe Beighton dio una entrevista muy perspicaz citando los diversos desafíos asociados con la reapertura del programa en el West End
En condiciones especiales y sin precedentes, el espectáculo se convirtió en uno de los primeros en reabrir. Lo hizo en el Teatro Lyric el 5 de diciembre de 2020, con planes de regresar al Arts Theatre el próximo año. Debido a la pandemia en curso, las audiencias debían estar socialmente distanciadas, que causaba que la capacidad se limitara al 50%, se requerían cubrimientos faciales y controles de temperatura, y se establecían reglas de rastreo de contactos. A mediados de diciembre, todos los teatros de Londres tuvieron que cerrar nuevamente. El espectáculo debe reabrir el 21 de mayo de 2021 con las medidas anteriores aún vigentes. En mayo de 2021, Joe Beighton dio una entrevista muy reveladora citando los diversos desafíos asociados con la reapertura del programa en West End.

### Gira norteamericana (2019)
Six tuvo su estreno en América del Norte en el Chicago Shakespeare Theatre (CST) en mayo de 2019.  Dirigida por Jamie Armitage y Lucy Moss,  el estreno en Chicago fue producido por los productores de Six en Londres con la incorporación del productor de Broadway Kevin McCollum . Según Chris Jones , la producción de Chicago era probablemente una prueba de Broadway.  Hacia el final de la carrera extendida en Chicago,  donde Six batió récords de taquilla para la CST, se anunció que el espectáculo iría a Broadway en 2020.  La producción se trasladó a laAmerican Repertory Theatre en Cambridge, Massachusetts, a fines de agosto y septiembre de 2019,  y se estrenó en Canadá en el Citadel Theatre de Edmonton en noviembre.  La producción se trasladó al Ordway Center for the Performing Arts en St. Paul, Minnesota, del 29 de noviembre al  de diciembre, antes de su debut en Broadway

### Norwegian Cruise Line (2019)
En 6 de agosto de 2019, la Norwegian Cruise Line anunció que mostrarían actuaciones de Six en tres de sus barcos en momentos diferentes. Los espectáculos comenzaron en septiembre de 2019 en Norwegian's Bliss y duraron hasta 2022.

### UK tour (2019–2020)
El 5 de septiembre de 2019 se anunció oficialmente una segunda gira por el Reino Unido de Six. La producción se inauguró el 24 de octubre de 2019 en el Yvonne Arnaud Theatre de Guildford, protagonizada por Lauren Drew, Maddison Bulleyment, Lauren Byrne, Shekinah McFarlane, Jodie Steele y Athena Collins. La gira estaba programada para durar hasta el 25 de julio de 2020, concluyendo su recorrido en el Hipódromo de Birmingham. Sin embargo, debido a la pandemia de COVID-19 que cerró los cines, se llegó a un acuerdo entre la Sociedad de Teatro de Londres y el sindicato de actores británico Equity; asegurando que West End y los artistas en gira que están actualmente bajo contrato podrán continuar en esos términos preexistentes y reiniciar los ensayos o actuaciones con fechas revisadas una vez que finalice el cierre.
IEn junio de 2020, se planeó una producción estilo autocine en lugares como recintos de exhibición, hipódromos y aeródromos,  pero también se canceló debido a la pandemia de COVID-19 en curso..
En abril de 2021, se anunció que la gira se reanudaría a partir del 8 de junio en Canterbury. Drew, Bulleyment y McFarlane están listos para regresar. A ellos se unirán Caitlin Tipping, Vicki Manser y Eléna Gyasi como Jane Seymour, Katherine Howard y Catherine Parr, respectivamente.

### Australia y Nueva Zealanda (2020)
Six tuvo su estreno australiano en la Ópera de Sydney , en enero de 2020.  La producción estaba originalmente planeada para una gira por el Teatro de Comedia de Melbourne a mediados de 2020 y el Teatro de Su Majestad de Adelaida a fines de 2020 como parte del Festival de Cabaret de Adelaida. pero todas las actuaciones se han pospuesto desde entonces debido a la pandemia de COVID-19. La producción australiana es producida por Louise Withers, Michael Coppel y Linda Bewick. En algún momento, se abrirá en Wellington, la Ópera de Nueva Zelanda.

### Broadway (2020, 2021)
Six comenzó los avances de Broadway el 13 de febrero de 2020 en el Brooks Atkinson Theatre. El día de su inauguración programada en Broadway, el 12 de marzo de 2020, todos los teatros de Broadway estaban cerrados debido a la pandemia de COVID-19. En mayo de 2021, se anunció que Six reanudará las funciones de Broadway el 17 de septiembre de 2021, con una apertura oficial programada para el 3 de octubre. Moss y Armitage vuelven a dirigir, con coreografía de Carrie-Anne Ingrouille, escenografía de Emma Bailey, vestuario de Gabriella Slade, sonido de Paul Gatehouse, iluminación de Tim Deiling y orquestaciones de Tom Curran. El elenco principal original es el mismo que el de la gira norteamericana de 2019 del programa.

### Chicago (2021)
El 4 de agosto de 2019, en la presentación final del estreno de Chicago, se anunció que Six regresaría a la ciudad en el Broadway Playhouse. Está previsto que comience el 5 de octubre de 2021, después de dos aplazamientos debido a la pandemia de COVID-19, y se extenderá hasta el 30 de enero de 2022.